# August Eber

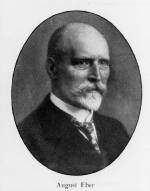
August Eber

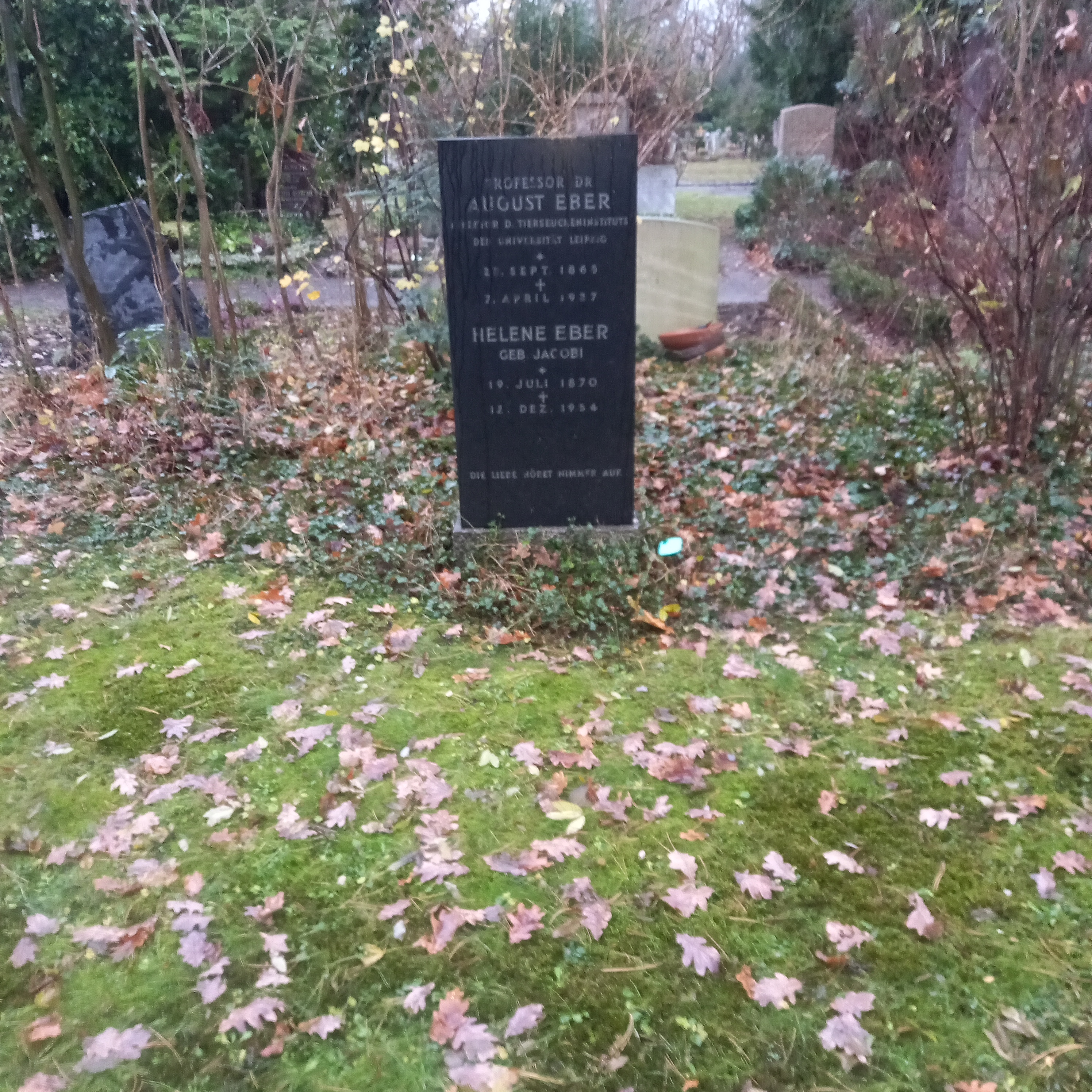
Das Grab von August Eber und seiner Ehefrau Helene geborene Jacobi auf dem Südfriedhof (Leipzig)

August Ludwig Heinrich Eber (* 28. September 1865 in Hannover; † 6. April 1937 in Leipzig) war ein deutscher Tierarzt und Hochschullehrer an der Tierärztlichen Hochschule Dresden und der Universität Leipzig.

## Leben
Eber machte in Hannover das Abitur und studierte Veterinärmedizin an den Tierärztlichen Hochschulen Hannover und Berlin sowie später Naturwissenschaften an den Universitäten Berlin und Leipzig. Während seines Studiums wurde er Mitglied beim Verein Deutscher Studenten Leipzig. 1895 promovierte er an der Universität Leipzig zum Dr. phil. mit einer Dissertation Beiträge zur Morphologie des Hufes bei den Paar- und Unpaarzehern. Zuerst wirkte er als Tierarzt in Eldagsen und Berlin. Ab 1893 war er Bezirkstierarzt in Dresden und Dozent für Tierheilkunde an der Tierärztlichen Hochschule Dresden, 1899 bis 1914 außerordentlicher Professor für Veterinärmedizin und 1914 bis 1923 ordentlicher Professor für Veterinärmedizin. Er promovierte noch einmal in Tiermedizin zum Dr. med. vet. und wurde 1923 bis 1934 ordentlicher Professor für Tierernährungslehre und Seuchenlehre an der Veterinärmedizinischen Fakultät der Universität Leipzig. Er war ein Spezialist für Tierseuchen. 1927 erhielt er von der Universität Leipzig die Ehrendoktorwürde. 1934 wurde er Mitglied der Leopoldina. Im November 1933 unterzeichnete er das Bekenntnis der deutschen Professoren zu Adolf Hitler.
Sein Bruder Wilhelm Eber gilt als Entdecker der Tatortdaktyloskopie. Seine Tochter Ruth Eber wurde die erste deutsche Tierärztin.

## Schriften
- Tuberkulinprobe und Tuberkulosebekämpfung beim Rinde. Wissenschaftliche Untersuchungen und praktische Erfahrungen, Berlin 1898
- Das neue Veterinärinstitut mit Klinik und Poliklinik bei der Universität Leipzig, Leipzig 1903
- Beiträge zur Kenntnis der Magenerkrankungen bei Rindern. Erfahrungen aus der ambulatorischen Klinik der Königlich Tierärztlichen Hochschule in Dresden, Jena 1906
- Die durch Obduktion feststellbaren Geflügelkrankheiten, Hannover 1934